# Godło Mołdawskiej SRR

Godło Mołdawskiej Socjalistycznej Republiki Radzieckiej

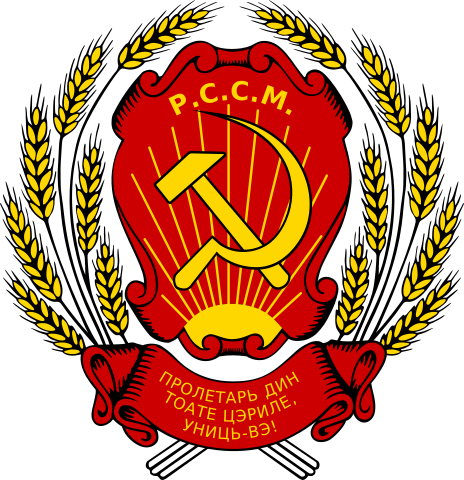
Tymczasowe godło Mołdawskiej Socjalistycznej Republiki Radzieckiej z lat 1940–1941

Godło Naddniestrza

Godło Mołdawskiej Socjalistycznej Republiki Radzieckiej zawierało typowe elementy godeł republik związkowych ZSRR: sierp i młot – symbol sojuszu robotniczo chłopskiego oraz najważniejszy element godła Związku Radzieckiego, a także wschodzące słońce – mające wyrażać świt, początek nowej ery w życiu kraju. Całość otoczona była przez wieniec złożony z kłosów pszenicy i kaczanów kukurydzy oraz innych płodów rolnych – gruszek i winogron. Umieszczenie zboża w godle z jednej strony podkreślało znaczenie rolnictwa dla kraju oraz symbolizowało dobrobyt, a z drugiej – nawiązywało do graficznego wyglądu godła ZSRR. U góry, u zbiegu obu wieńców umieszczono czerwoną pięcioramienną gwiazdę – oznaczającą zwycięstwo komunizmu w pięciu częściach świata. Wieńce przepasane były czerwonymi wstęgami, na których umieszczone było wezwanie do jedności proletariatu: Proletariusze wszystkich krajów, łączcie się! w językach mołdawskim: Пролетарь дин тоате цэриле, униць-вэ! i rosyjskim: Пролетарии всех стран, соединяйтесь!. U dołu znajdowała się skrócona nazwa republiki w języku mołdawskim: РССМ (skrót od Република Советикэ Сочиалистэ Молдовеняскэ – Mołdawska Socjalistyczna Republika Radziecka).
Godło to obowiązywało od 10 lutego 1941 r. do czasu uzyskania niepodległości przez Mołdawię.
Godło Mołdawskiej SRR w nieznacznie zmienionej formie jest obecnie symbolem Naddniestrza. W odróżnieniu od godła Białorusi, które także jest zmodyfikowaną wersją symbolu z czasów ZSRR, godło Naddniestrza nie zostało pozbawione symboli socjalistycznych; nadal znajdują się na nim sierp i młot oraz czerwone flagi i czerwona gwiazda. Jedyna różnica w stosunku do godła Mołdawskiej SRR polega na zastąpieniu napisu wzywającego do jedności proletariatu i skrótu ówczesnej nazwy republiki (PCCM). Obecnie w miejscu tych napisów znajdują się skróty nazw tego nieuznawanego państwa Naddniestrzańska Republika Mołdawska w językach mołdawskim – PMH (od Република Молдовеняскэ Нистрянэ), rosyjskim – ПМР (od Приднестровская Молдавская Республика) i ukraińskim – ПМР (od Придністровська Молдавська Республіка).